# ميغيل ماركوس ماديرا
ميغيل ماركوس ماديرا (بالإسبانية: Miguel Marcos Madera) (مواليد 8 نوفمبر 1985 في لينا - إسبانيا) لاعب كرة قدم إسباني يلعب حاليا لصالح نادي الدرجة الممتازة برمنغهام سيتي الإنجليزي منذ 2010 في مركز الوسط المحوري .

## روابط خارجية
- ميغيل ماركوس ماديرا على موقع قاعدة بيانات كرة القدم.إي يو (الإنجليزية)
- ميغيل ماركوس ماديرا على موقع Soccerbase.com (لاعب) (الإنجليزية)
- ميغيل ماركوس ماديرا على موقع Soccerway.com (الإنجليزية)
- ميغيل ماركوس ماديرا على موقع عالم كرة القدم.نت (الإنجليزية)
- ميغيل ماركوس ماديرا على موقع كووورة
- ميغيل ماركوس ماديرا على موقع AS.com (الإسبانية)